# HMS Fury (H76)
El HMS Fury va ser un destructor classe F construït per a la Royal Navy a la dècada del 1930. Tot i que va ser assignat a la Home Fleet en completar-se, el vaixell va ser adscrit a la Flota Mediterrània entre 1935 i 1936 durant la Crisi d'Abissínia. Durant la Guerra Civil Espanyola de 1936-1939, va passar temps en aigües espanyoles, fent complir el bloqueig d'armes imposat per Gran Bretanya i França a ambdós bàndols del conflicte. El vaixell va escortar els vaixells més grans de la flota durant les primeres etapes de la Segona Guerra Mundial i va tenir un paper menor a la campanya de Noruega de 1940. El Fury va ser enviat a Gibraltar a mitjans de 1940 i va formar part de la Força H, on va participar en l'atac a Mers-el-Kébir i la batalla de Dakar. El vaixell va escortar nombrosos combois a Malta entre 1940 i 1941 i combois àrtics durant 1942.
El Fury va ser transferit breument a la Mediterrània a l'agost de 1942 per participar en l'operació Pedestal, però va tornar a la Home Fleet immediatament després per reprendre el seu paper de control de combois a Rússia. Va continuar en aquest paper fins al març de 1943, quan va començar a escortar combois a l'Atlàntic Nord durant diversos mesos. El vaixell va ser transferit a la Flota Mediterrània uns mesos més tard, quan els aliats van començar a fer desembarcaments en territori italià a mitjans de 1943. Més tard aquell mateix any, va participar en la campanya del Dodecanès a l'Egeu, on va ajudar a enfonsar un comboi de tropes alemany. El Fury va tornar a la Home Fleet a mitjans de 1944 en preparació per a l'operació Neptú, la invasió aliada de França. El vaixell va proporcionar suport de foc naval durant els desembarcaments fins que va xocar contra una mina durant una tempesta el 21 de juny i després va ser enderrocat per la costa. Es va considerar que no era econòmicament rendible reparar-lo i el desballestament va començar al setembre.

## Descripció
Els vaixells de la classe F eren repeticions de la classe E precedent. Desplaçaven 1.405 tones llargues (1.428 t) amb càrrega estàndard i 1.940 tones llargues (1.970 t) amb càrrega de gran capacitat. Els vaixells tenien una eslora total de 329 peus (100,3 m), una mànega de 33 peus i 3 polzades (10,1 m) i un calat de 12 peus i 6 polzades (3,8 m). Estaven propulsats per dues turbines de vapor Parsons amb engranatges, cadascuna accionant un eix d'hèlix, utilitzant vapor proporcionat per tres calderes de tres tambors de l'Almirallat . Les turbines desenvolupaven un total de 36.000 cavalls de potència (27.000 kW) i donaven una velocitat màxima de 35,5 nusos (65,7 km/h; 40,9 mph). El Fury transportava un màxim de 470 tones llargues (480 t) de fueloil que li donaven un abast de 6.350 milles nàutiques (11.760 km; 7.310 mi) a 15 nusos (28 km/h; 17 mph). La dotació del vaixell era de 145 oficials i mariners.
Els vaixells van muntar quatre canons Mark IX de 4,7 polzades (120 mm) en muntatges individuals, designats com a "A", "B", "X" i "Y" en seqüència de davant a darrere. Per a la defensa antiaèria (AA), tenien dos muntatges quàdruples Mark I per a la metralladora Vickers Mark III de 0,5 polzades. La classe F estava equipada amb dos muntatges quàdruples de tubs de torpedes sobre l'aigua per a torpedes de 21 polzades (533 mm). Es van instal·lar un suport de càrregues de profunditat i dos llançadors; originalment es portaven 20 càrregues de profunditat, però aquesta xifra va augmentar a 35 poc després de l'inici de la guerra.

### Modificacions en temps de guerra

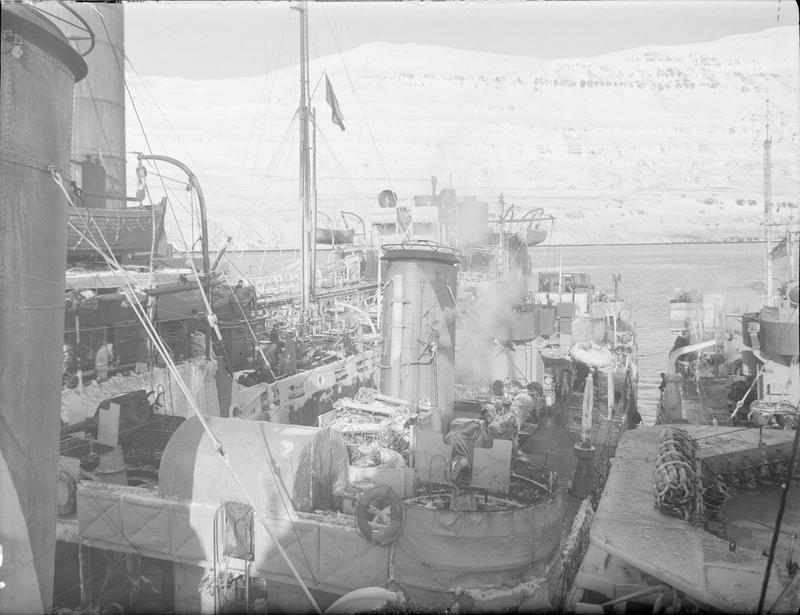
El Fury reabastecimentant-se des d'un petrolier a Islàndia, febrer-març de 1943

Entre octubre de 1940 i abril de 1941, el Fury va fer substituir el suport posterior del tub llançatorpedes per un canó antiaeri de 12 lliures (76 mm).  Durant la seva reforma a principis de 1942, es van instal·lar dos canons antiaeris lleugers  Oerlikon de 20 mm (0,8 polzades) al costat del pont. El juliol de 1942, es va instal·lar un radar de recerca de superfície de curt abast Tipus 286, així com un radiogoniòmetre HF/DF muntat en un pal major. El febrer de 1943, l'evidència fotogràfica mostra que un parell d'Oerlikons havien substituït les seves metralladores Vickers .50. Durant la seva reforma a principis de 1944, es va afegir un altre parell d'Oerlikons i es va retirar el seu canó de 12 lliures. Les fotos fetes del vaixell el juliol de 1944 el mostren amb un radar Tipus 271 muntat a la plataforma del seu reflector que probablement es va instal·lar durant la seva última reforma.

## Construcció i carrera professional
El Fury va ser construït per J. Samuel White a la seva drassana de Cowes sota el Programa Naval de 1932. El vaixell va ser abocat el 19 de maig de 1933, botat el 10 de setembre de 1934, com l'onzè vaixell a portar el nom, i completat el 18 d'abril de 1935. El vaixell va costar 248.538 lliures, excloent l'equipament subministrat per l'Almirallat, com ara armament i equips de comunicacions. El Fury va ser assignat inicialment a la 6a Flotilla de Destructors (DF) de la Home Fleet, però va ser enviat a reforçar la Flota Mediterrània, juntament amb la majoria dels seus vaixells germans, durant la crisi abissínia al juny. L'11 de desembre de 1936, l'endemà de la seva abdicació comunicada a la nació, el Fury va embarcar el Duc de Windsor per viatjar a Boulogne-sur-Mer. Després de tornar a casa, va romandre allà, a part dels desplegaments en aigües espanyoles per fer complir l'embargament d'armes imposat a ambdós bàndols durant la Guerra Civil Espanyola pel Comitè de No Intervenció. La flotilla va ser renumerada com a 8a Flotilla de Destructors l'abril de 1939, cinc mesos abans de l'inici de la Segona Guerra Mundial. El Fury hi va romandre assignat fins al juny de 1940, escortant els vaixells més grans de la flota i realitzant patrulles antisubmarines.
El 15 de setembre, el Fury va ser un dels destructors que van rellevar les seves germanes escortant el portaavions Ark Royal després que haguessin enfonsat el submarí alemany U-39 després que aquest ataqués el portaavions. Dos mesos més tard, estava escortant el cuirassat Nelson quan aquest va xocar contra una mina magnètica quan entraven al llac Ewe el 4 de desembre. El Fury hi va romandre un temps per si es feien més intents de minatge. El febrer de 1940, va ser una de les escortes del comboi TC 3 que transportava tropes del Canadà al Regne Unit. El 17 d'abril, el Fury va supervisar el creuer pesat Suffolk que estava danyat , quan tornava a Scapa Flow després de bombardejar la base aèria de Stavanger, Noruega.

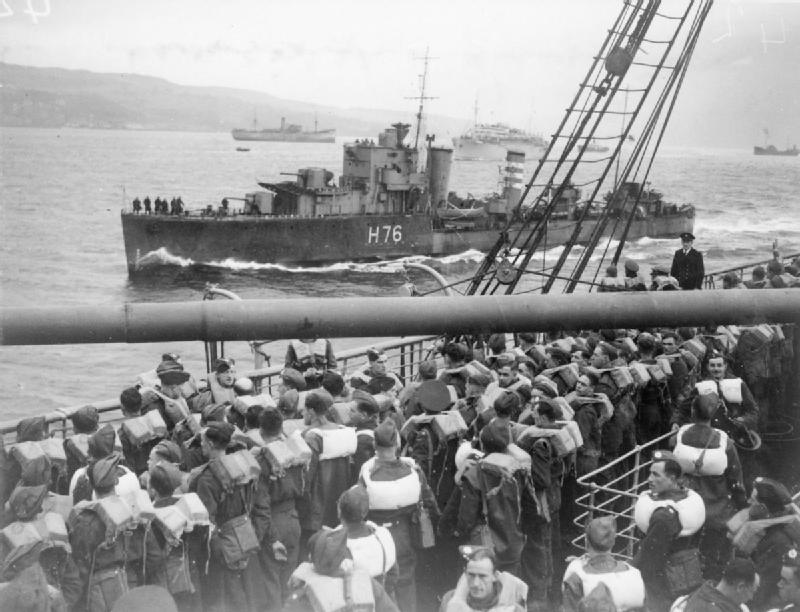
El Fury passa les tropes a les seves estacions durant un exercici a bord de l'Oronsay en direcció a la campanya de Noruega el 1940. Es troba a la vora de Gourock, a la desembocadura del riu Clyde.

A partir del 23 d'abril, el vaixell va ser una de les escortes dels portaavions Ark Royal i Glorious mentre realitzaven operacions aèries davant la costa de Noruega en suport de les operacions aliades a terra. El Glorious va ser destacat per reabastecer-se de combustible a Scapa Flow el dia 27 i va ser escortat pel Fury i set destructors més. Tres dies després, va protegir el cuirassat Valiant quan aquest últim es va trobar amb l'Ark Royal. El 9 de maig, el Fury, el seu germà Foresight i tres destructors més van ser destacats de l'escorta del creuer de batalla Repulse en un intent d'interceptar una força alemanya d'E-boats que s'esperava. Altres forces que buscaven mines alemanys a prop tampoc van aconseguir localitzar la seva presa. Durant aquest temps, els destructors Kelly i Kandahar van ser destacats de la pantalla del creuer lleuger Birmingham per perseguir un possible contacte amb submarins i el Kelly va ser torpedinat per la S-31 a la foscor més tard aquella nit. El destructor Bulldog va venir a ajudar i va remolcar el Kelly gairebé tot el camí fins a Hebburn, escortat pel Fury , el Kandahar i el destructor Gallant. El 18 de maig, el Fury i els seus germans Foresight i Fortune van ser transferits al Humber per contrarestar l'amenaça dels E-boats i els minadors al Mar del Nord.

### Força H, 1940–1941
El 29 de juny, el Fury va salpar de Scapa a Gibraltar per unir-se a les seves germanes de la 8a DF com a escortes de la Força H. El 3 de juliol va participar en l'atac a la flota francesa a Mers-el-Kébir (operació Catapulta). A finals d'agost, el vaixell va escortar el Valiant i el nou portaavions Illustrious des del Regne Unit fins a Gibraltar. L'endemà, el Fury i la Força H van cobrir el pas del Valiant i l'Illustrious a través del Mediterrani occidental per trobar-se amb la Flota Mediterrània (operació Barrets). El 13 de setembre, la Força H es va trobar amb un comboi que transportava tropes destinades a capturar Dakar als francesos de Vichy. Deu dies després, van atacar Dakar, però van ser rebutjats per les defenses franceses de Vichy. Durant la batalla del 24 de setembre, el Fury, el destructor Greyhound i el creuer pesant HMAS  Australia es van enfrontar al destructor francès de Vichy L'Audacieux, que va ser incendiat i obligat a encallar. A principis d'octubre, Fury va escortar un comboi de tropes des de Freetown, Sierra Leone, fins al Camerun francès.
Va tornar a Gibraltar el 19 d'octubre, juntament amb els seus germans Faulknor i Forester. El vaixell va escortar els portaavions Argus i Ark Royal durant les operacions Abric i Blanc al novembre. El Fury va escortar la Força F a Malta durant l'operació Collar a finals de mes i va participar en la inconclusa batalla del cap Spartivento el 27 de novembre, on va formar part de la pantalla per al creuer de batalla Renown i el cuirassat Ramillies. El gener de 1941, el vaixell va protegir la Força H durant l'operació Excés. A finals de mes, la Força H va sortir de Gibraltar per dur a terme l'operació Picket, un atac nocturn amb torpedes de vuit dels Fairey Swordfish de l'Ark Royal a la presa de Tirso a Sardenya. Els vaixells britànics van tornar a Gibraltar el 4 de febrer i van començar a preparar-se per a l'operació Grog, un bombardeig naval de Gènova, que es va dur a terme amb èxit cinc dies després. El mes següent , el Fury va sotmetre's a una breu reforma a Malta. A finals de març, juntament amb el creuer lleuger HMS Sheffield i tres destructors més, el vaixell va intentar interceptar un comboi francès de Vichy que incloïa el carguer SS  Bangkok , suposadament carregat amb 3.000 tones mètriques (3.000 tones llargues; 3.300 tones curtes) de cautxú, que ja havia estat descarregat. El seu germà Fearless va rebre l'ordre d'abordar i capturar el Bangkok, però va ser frustrat pels trets d'una bateria de defensa costanera davant del port de Nemours, Algèria. Uns dies més tard, el Fury i quatre destructors més van escortar el Sheffield , el Renown i l'Ark Royal en l'Operació Winch, que va portar una dotzena de caces Hurricane a Malta. A partir del 24 d'abril, el Fury i la Força H van cobrir l'Argus, que enlairava més Hurricanes, així com els destructors de la 5a Flotilla de Destructors que navegaven cap a Malta.
A principis de maig, va formar part de la pantalla de destructors amb cinc altres destructors per al cuirassat Queen Elizabeth i els creuers lleugers Naiad, Fiji i Gloucester que s'unien a la Flota Mediterrània. Això formava part de l'operació Tigre, que incloïa un comboi de subministraments que portava tancs a l'Orient Mitjà i el trasllat de vaixells de guerra. El Fury i els seus germans tenien el seu equip de dragamines Two-Speed Destroyer Sweep (TSDS) equipat per permetre'ls servir com a dragamines ràpids en ruta cap a Malta. Malgrat això, un vaixell mercant va ser enfonsat per mines i un altre va ser danyat. Més tard aquell mateix mes, va participar a l'operació Splice , una altra missió en què els portaavions Ark Royal i Furious van enlairar caces cap a Malt. La Força H va rebre l'ordre d'unir-se a l'escorta del Comboi WS 8B a l'Atlàntic Nord el 24 de maig, després de la batalla de l'Estret de Dinamarca el 23 de maig, però se'ls va ordenar que busquessin el cuirassat alemany  Bismarck i el creuer pesat Prinz Eugen el 25 de maig. La mar brava va augmentar el consum de combustible de tots els escortes i el Forester es va veure obligat a tornar a Gibraltar per reabastir-se de combustible més tard aquell mateix dia abans de reincorporar-se als vaixells capitals de la Força H el 29 de maig, després que el Bismarck fos localitzat i enfonsat. A principis de juny, el destructor va participar en dues missions més de lliurament d'avions a Malta (operacions Coet i Traçador). El 22 de juny, la 8a DF va rebre l'encàrrec d'interceptar un vaixell de subministrament alemany que es dirigia cap a la costa francesa. L'endemà van interceptar el MV  Alstertor, que va ser enfonsat per la seva tripulació en aproximar-se els vaixells britànics. Van rescatar 78 presoners de guerra britànics presos de vaixells enfonsats per assaltants alemanys i la tripulació. A finals de juny, el Fury va protegir l'Ark Royal i el Furious mentre enviaven més caces cap a Malta a l'Operació Ferrocarril.
Un altre comboi de Malta (operació Substància) es va dur a terme a mitjans de juliol, fortament escortat per la Força H i elements de la Home Fleet, i un altre a principis d'agost (Operació Estil), tot i que només la Força H cobria el comboi. Unes setmanes més tard, el Fury va participar en l'Operació Mincemeat, durant la qual la Força H va escortar un minador fins a Livorno per col·locar les seves mines mentre els avions de l'Ark Royal atacaven el nord de Sardenya com a diversió. A finals de setembre, el destructor va escortar un altre comboi fins a Malta en l'operació Alabarda.

### Aigües Àrtiques 1942–1943

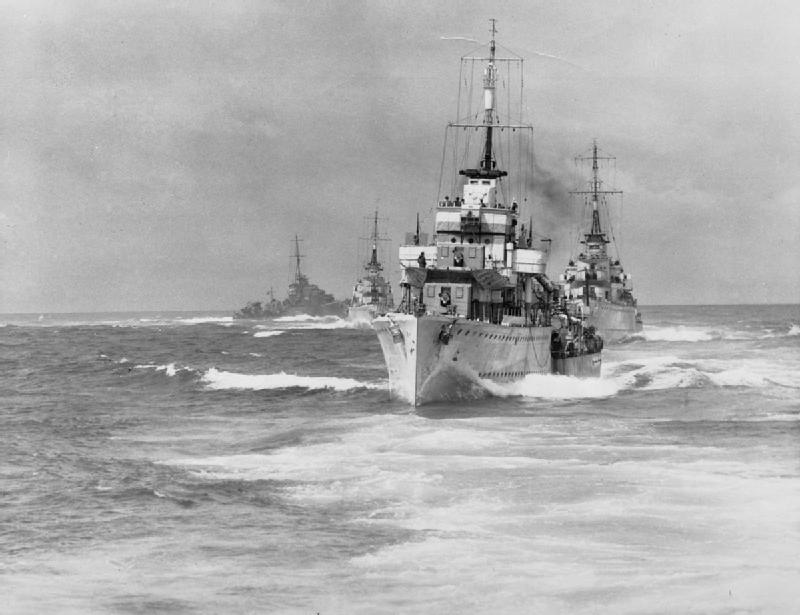
Una flotilla de destructors liderada per Fury a Scapa Flow, 1942

El Fury va ser traslladat a casa a l'octubre i es va unir breument a la Divisió d'Escorta Especial de Greenock. Al desembre es va reincorporar a la 8a Flota de Defensa de la Home Fleet i va començar una reforma en una drassana de Humber. El 15 de febrer de 1942 es va reincorporar a la 8a Flotilla a Scapa Flow per servir amb els combois russos . Al març, el Fury va escortar la força de cobertura del Comboi QP 6 i del Comboi PQ 12. De l'11 al 14 de març, juntament amb set destructors més, va intentar interceptar el cuirassat alemany  Tirpitz quan aquest últim navegava de Narvik a Trondheim. Els alemanys van albirar la força de destructors i van retardar la data de sortida del Tirpitz per evitar-los. El Fury i el destructor Eclipse van escortar el comboi PQ 13 a partir del 23 de març, reforçat posteriorment pel creuer lleuger Trinidad. Una forta tempesta del 25 al 27 de març va fer que el comboi es dispersés i les escortes van ser destinades a trobar els retardataris i tornar a muntar el comboi. El Fury va haver de trobar i reabastiment de combustible al balener convertit Sumba en resposta al seu missatge que tenia poc combustible i va trobar el mercant SS  Harpalion de camí quan es va reincorporar al comboi l'endemà. El matí del 29 de març, el Trinidad i el Fury es van trobar amb els destructors alemanys Z24, Z25 i Z26 quan intentaven trobar-se amb una altra part del comboi dispers. El destructor principal, el Z26, va patir greus danys quan el Trinidad va obrir foc i va intentar trencar el contacte, però va ser rastrejat pel radar del creuer i va tornar a enganxar-se a una distància de 2.900 iardes (2.700 m). El Trinidad va disparar un torpede contra el Z26, però aquest va girar i va impactar contra el creuer. La detonació va fer que la seva velocitat baixés a 8 nusos (15 km/h; 9,2 mph) i va permetre que el vaixell alemany es desenganxés. El Fury el va perseguir fins que es van trobar amb el comboi i el Fury va tornar per protegir el Trinidad després de disparar dues salves per error contra l'Eclipse . Fury va escortar Trinidad fins a l'estret de Kola, on van arribar l'endemà al matí.
El Fury va romandre a Múrmansk fins al 10 de març, quan va protegir el comboi QP 10 fins a Islàndia. Va escortar la força de cobertura distant de la Home Fleet mentre el Trinidad intentava navegar cap a casa des de Múrmansk a mitjans de maig, però el creuer va ser enfonsat durant el camí per bombarders alemanys. El Fury va formar part de la protecció de la Home Fleet, ja que proporcionava cobertura distant als combois PQ 16 i QP 12 a finals de mes. El vaixell va ser assignat com a part de l'escorta propera del comboi QP 17 a finals de juny. Durant el camí, va atacar sense èxit l'U-456 amb el destructor Wilton i la corbeta Lotus el 2 de juliol, abans que el comboi rebés l'ordre de dispersar-se sota l'amenaça d'un atac de superfície alemany.
El Fury va tornar al Mediterrani a principis d'agost i va ser una de les escortes properes de la Força X per a l'operació Pedestal a mitjans d'agost. Quan el comboi va passar per l'estret de Sicília entre Tunísia i Sicília, el vaixell va utilitzar el seu equip TSDS per rastrejar mines. Durant la matinada del 13 d'agost, va intentar sense èxit enfrontar-se a la torpedinera italiana MS 31, ja que aquesta última disparava dos torpedes que van enfonsar el mercant SS  Glenorchy. El Fury va escortar el Nelson, que estava danyat , de tornada al Regne Unit per a les reparacions.
El 9 de setembre de 1942 es va unir a l'escorta del comboi PQ 18, però en va ser separat el 17 de setembre per escortar el comboi QP 14 que tornava. El vaixell va rebre una breu reforma al Humber al novembre abans de reprendre els combois cap a Rússia. El mes següent, el Fury va escortar els combois JW 51A i RA 51 cap a i des de Múrmansk, i després el RA 53 al febrer de 1943.

### 1943–1944
A mitjans de març, els èxits recents dels submarins van fer que l'Almirallat transferís destructors de la Home Fleet per a tasques d'escorta a l'Atlàntic Nord. El Fury va ser un d'aquests i va ser assignat al 4t Grup d'Escorta. A l'abril, el grup va escortar els Combois HX 231, HX 234 i ONS 5 (on van repel·lir els atacs de les llopades de submarins) . Al maig va escortar l'ON 184 abans de començar una breu reforma al Humber.
El 17 de juny, el Fury va escortar unitats de la Flota Nacional per reforçar la Flota Mediterrània per als desembarcaments de Sicília. El 10 de juliol va formar part de la força de cobertura per als desembarcaments. L'1 de setembre va protegir els cuirassats Warspite i Valiant i els creuers lleugers Orion i Mauritius mentre bombardejaven Reggio de Calàbria en suport de l'operació Baytown, l'ocupació de la part més meridional d'Itàlia continental. Una setmana més tard, va formar part de la força de cobertura per als desembarcaments a Salern. Després de la rendició d'Itàlia, el Fury va ser un dels vaixells que va escortar unitats de la Flota Italiana a Malta per a la seva rendició i després a Alexandria , Egipte, on va arribar el 17 de setembre.
Uns dies més tard, el vaixell va ser assignat per donar suport a les forces aliades a la campanya del Dodecanès. Del 20 al 21 de setembre, va carregar 53 tones llargues (54 t) de subministraments i 340 homes del Queen's Own Royal West Kent Regiment a Haifa, Palestina, per reforçar la guarnició britànica a Leros. El Fury, el Faulknor i l'Eclipse van ser desviats de la campanya l'1 d'octubre per escortar els cuirassats King George V i Howe des d'Alexandria fins a Malta. Sis dies més tard, els tres destructors van controlar els creuers lleugers Penelope i Sirius mentre patrullaven el Dodecanès a la recerca de vaixells alemanys, tot i que l'Eclipse va haver de tornar a Alexandria d'hora per reparar la direcció. El matí del 7 d'octubre, es van trobar amb un petit comboi al sud de Lévitha. Els creuers van enfonsar el vaixell d'escorta Uj 2111 mentre els destructors van enfonsar el carguer SS  Olympos de 5.216 TRB ; tots els vaixells van atacar les barcasses a molt curta distància i en van enfonsar sis dels set. A mesura que els vaixells es retiraven, van ser atacats repetidament per avions alemanys que van danyar el Penelope. La nit del 15 al 16 de novembre va bombardejar Leros amb els destructors Exmoor i ORP  Krakowiak El 29 de novembre, el Fury va ajudar a escortar el recentment torpedinat Birmingham fins a Alexandria.

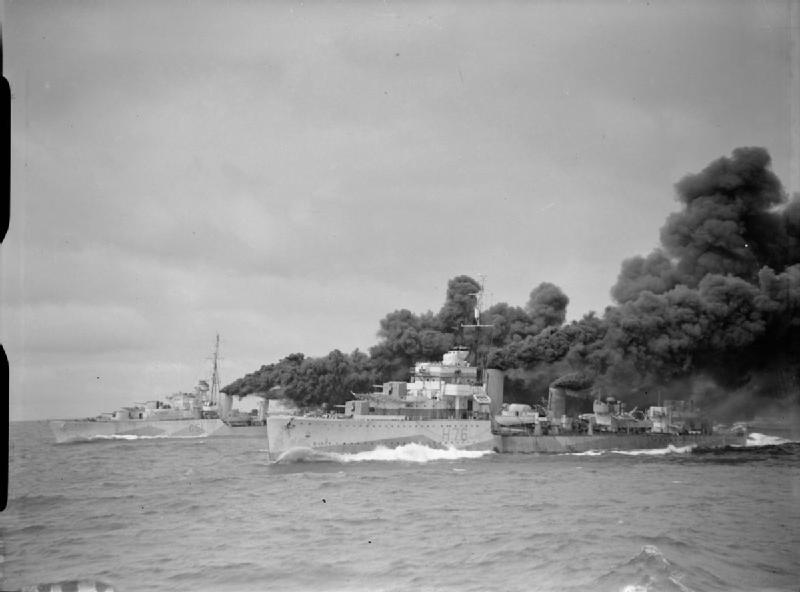
El Fury (en primer pla) i estenent una cortina de fum durant les maniobres de preparació per al Segon Front. Fotografia presa des de Faulknor

Al desembre va ser convertit a Gibraltar per utilitzar-lo com a escorta de combois en una reforma que va durar fins al febrer de 1944. Un cop finalitzada, el vaixell es va reincorporar a la 8a Força de Defensa al Mediterrani durant diversos mesos abans de reincorporar-se a la Home Fleet, on van arribar l'11 de maig. Després de diverses setmanes d'entrenament per preparar-se per al seu paper com a vaixell de bombardeig costaner durant el desembarcament de Normandia, el Fury va salpar de Scapa a Portsmouth el 26 de maig. El vaixell va ser assignat a la Força de Bombardeig E, donant suport a Juno Beach i a la 3a Divisió d'Infanteria Canadenca i al Comando núm. 48 (Royal Marine) que assaltaven la platja.
El Fury i el Faulknor van abandonar el Solent el 5 de juny com a escorta dels dragamines del Comboi J-1. Van arribar al cap de platja i van prendre la seva posició de bombardeig el 6 de juny on, juntament amb el Faulknor i els destructors Venus, Stevenstone i La Combattante, tripulat per la França Lliure, van dur a terme un bombardeig preliminar de la zona a l'oest de Courseulles i després van rebre suport de foc segons es va sol·licitar. El vaixell va tornar a Portsmouth periòdicament per reaprovisionar-se i reabastir-se segons calgués.

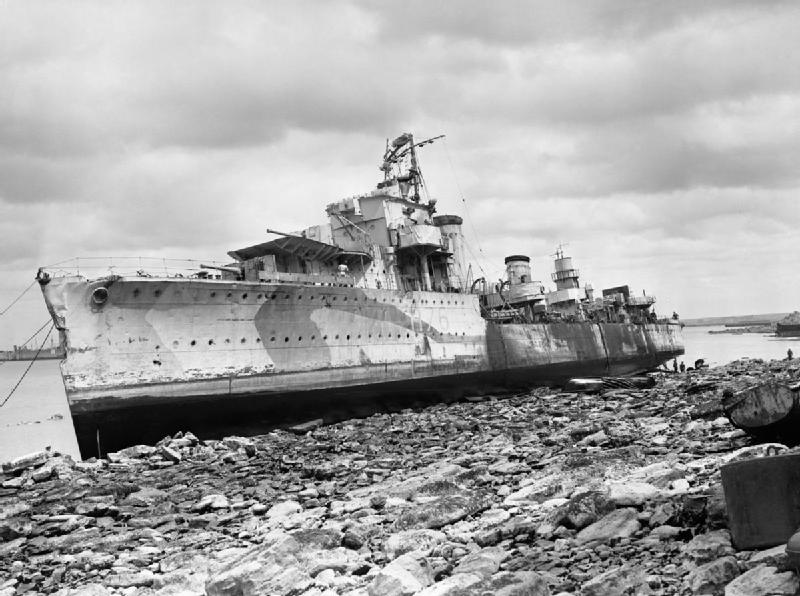
El Fury a la platja d'Arromanches després que hagués estat minada i portada a la costa per un vendaval el 21 de juny

A les 10:38 del matí del 21 de juny, el Fury va detonar una mina terrestre davant de Juno Beach durant un vendaval i la marina va decidir remolcar-lo fins al port Mulberry britànic a Arromanches, on es podrien avaluar els danys. Mentre esperava un remolcador , va arribar una escora de 6° a estribord per la inundació. El remolcador holandès Thames va començar a remolcar el vaixell a les 13:25; a les 21:14, el Fury va xocar accidentalment amb la popa d'un carguer ancorat fora del Mulberry, danyant-li el costat de babord per sobre de la línia de flotació, i el cable de remolc es va trencar a les 21:49 quan va xocar amb un altre vaixell diverses vegades. Va deixar anar l'àncora després d'allunyar-se, però gairebé immediatament va començar a arrossegar-se sota la pressió del vent i les onades i el vaixell de salvament Lincoln Salvor va ser amarrat al costat per estabilitzar el Fury. Un altre remolcador va lligar un cable de remolc a les 22:18, però es va trencar immediatament quan el remolcador va començar a tirar cap endavant. El Lincoln Salvor va haver de llençar amarradors perquè el seu casc de fusta estava sent malmès en xocar contra el casc del Fury i sis remolcadors més van intentar remolcar el destructor fora del vaixell del Mulberry, però tots van fracassar. El Fury va xocar amb almenys tres vaixells més, inclosos vaixells de gasolina i municions abans de ser desembarcat a la 01:30. La seva tripulació va poder caminar fins a Arromanches cap a les 05:30 un cop va baixar la marea.
Posteriorment va ser reflotat el 5 de juliol i remolcat de tornada al Regne Unit. La inspecció posterior va declarar-lo una pèrdua total constructiva i el vaixell va ser venut a Thos. W. Ward per BISCO. El Fury va ser remolcat fins a Briton Ferry per ser desballestat, i hi va arribar el 18 de setembre de 1944.